# Hoydal
Hoydal — перше у світі вантажне судно (та відповідно перший балкер) з енергетичною установкою на зрідженому природному газі (ЗПГ).
В умовах активного розвитку в Норвегії марикультури стали суттєвими обсяги перевезення корму для риби від місць виробництва до численних акваферм. В цих умовах компанія Nordnorsk Shipkonsult замовила спорудження балкера, призначеного для обслуговування заводу данського конгломерату BioMar. У 2012 році це судно збудували на турецькій верфі в Tershan. Воно може перевозити до 2250 т корму в палетах та обладнане краном вантажопідйомністю 50 т для самостійного здійснення перевантажувальних операцій. За один рейс судно розвозить корм із зводу в Myre до 10—15 ферм з вирощування лосося та форелі, при цьому його екіпаж становить лише 6 осіб.
Важливою особливістю судна стала енергетична установка потужністю 1,6 МВт, представлена двигунами Rolls-Royce, які працюють на ЗПГ. Це забезпечує суттєве зменшення викидів шкідливих речовин (сполук сірки, оксидів азоту, діоксиду вуглецю).